# Sydney Chaplin
Sydney "Syd" Chaplin, ursprungligen Sydney John Hill, född 16 mars 1885 i London, död 16 april 1965 i Nice i Frankrike, var en brittisk skådespelare och regissör. Han var gift med skådespelerskan Minnie Chaplin (död 1935), som medverkade i A Dog's Life (1918), och han var halvbror till Charlie Chaplin.

## Filmografi

### Roller i urval
- 1928 - A Little Bit of Fluff
- 1926 - Oh What a Nurse!
- 1925 - Charley's Aunt
- 1923 - Her Temporary Husband
- 1921 - King, Queen and Joker

### Regi
- 1921 - King, Queen and Joker
- 1915 - A Submarine Pirate

### Filmmanus
- 1921 - King, Queen and Joker